# Elmar Stegmann (Politiker)
Elmar Stegmann (* 4. Oktober 1971 in Ulm) ist ein deutscher Politiker (CSU) und seit dem 1. Mai 2008 Landrat des Landkreises Lindau (Bodensee). 2002 wurde er zum Oberbürgermeister der Großen Kreisstadt Leutkirch im Allgäu gewählt und war dies bis zum 30. April 2008.

## Ausbildung und Beruf
Stegmann ist in Vöhringen (Iller) aufgewachsen. Nach dem Abitur am Illertal-Gymnasium Vöhringen studierte Stegmann an der Universität Konstanz Verwaltungswissenschaften und schloss sein Studium als Diplom-Verwaltungswissenschaftler ab. Nach seinem Studium leitete Stegmann von 1997 bis 2002 die Zentralabteilung am Landratsamt Neu-Ulm. Bei den Kommunalwahlen am 16. März 2014 wurde Stegmann mit 94,1 % und bei den Kommunalwahlen am 15. März 2020 bei einem weiteren Kandidaten mit 92,5 % im Amt bestätigt.